# Баинов, Моисей Романович
Баинов Моисей Романович (17 января 1937, Аршаново, Алтайский район Хакасии, ХАО — 2001, Абакан) — член Союза писателей России, поэт, заслуженный работник культуры Российской Федерации.
Известность к поэту пришла уже в стенах Литературного института им. А. М. Горького с книжечкой стихов на хакасском языке «Стихтар» (1959) и поэмой «Дума о степи». Итогом его творчества являются шесть сборников стихов. Переводчиками на русский язык стали В. Журавлев, С. Поликарпов, И. Фоняков, А. Медведев, Н. Ахпашева.
В его творчестве сливаются два великих художественных начала — реалистическое и романтическое. Мелодичный, напевный стих повествует суровую правду о времени, осиротившем поэта и сделавшем мудрым «в десять лет», и одновременно о мечте, которая уносит на «луно-лобом коне» к «удивленным звездам», к озарению и вдохновению. И это второе, романтическое начало, усиливает и конкретнее обозначает творческую доминанту поэта. Эпичность и возвышенный лиризм поэзии Баинова нашли достойное воплощение в его поэмах.
Умер в возрасте 64 лет от старости.

## Сочинения на хакасском языке
- Чарых салгахтары. Сб. стих. — Абакан, 1977;
- Кооленістенер ког (Поэма о любви): Сб. поэм. — Абакан, 1988. — 126 с.

## Сочинения на русском языке
- Текущие реки. Стихи и поэмы. — М., 1976.